# Tulipán a magyar népművészetben

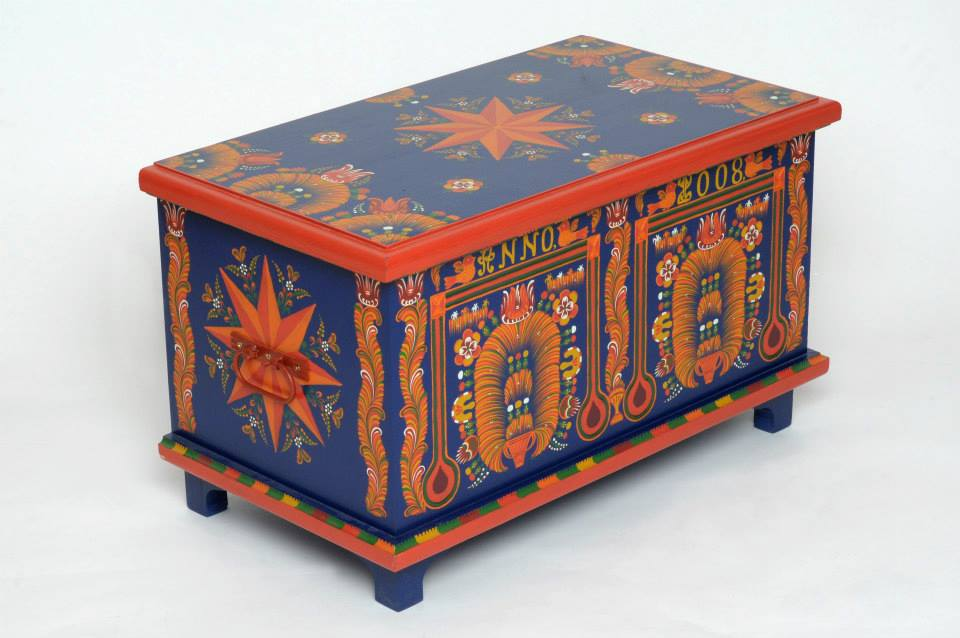
Hartai tulipános láda

A tulipán ősi magyar népművészeti jelkép, Lükő Gábor etnográfus és mások (például Varga Géza írástörténész) szerint a legősibb magyar virágmotívum (az olyan kelyhes virágokkal együtt, mint a liliom). Lükő szokott ironikus stílusában így ír róla:
„Népművészetünk legősibb virágmotívuma a tulipán. Az etnográfusok sokat huzakodtak rajta, keletről származik-e vagy nyugatról? A tulipán virágról kiderítették, hogy nyugati kertészek ismertették meg velünk a XVIII. században, népművészetünk tulipán motívumáról meg bebizonyították, hogy nem is tulipán, hanem legtöbbnyire rózsabimbó a neve a szűrszabók ajkán. De nevezik sok minden egyébnek, sőt mi több, még tulipánnak is. […] A régészeti leletek tanúsága szerint a török népek már vagy másfélezer esztendeje alkalmazzák bronzból öntött szíjjvégeiken és bizonyára egyéb díszítményeiken is.”
Lükő: A magyar lélek formái, 10. f.

## A tulipán mint keleti örökség
- A legkorábbi ismert tulipán-ábrázolás a Kr. előtti VII. századból való egy dél-kaukázusi szkíta leletből Ziwiyeből. Aranyból készült pecsétnyomón öt vastagodó hasban végződő tulipán van.[3]
- A tulipán motívum egyesek szerint megtalálható egyes hun leleteken. A honfoglalás korából származó karosi szablyájának egyesek szerint palmettákat formázó[4][5] veretes díszei közt Kiszely István tulipánt is felismerni vél;[3][6]
- A levédiai Csertomlikben talált kardmarkolat is tulipánsorral van díszítve.[3]
- Lükő szerint
  - a kirgizek hímzéseinek és faragásainak ma is legkedveltebb motívuma a kehely alakú virág (tulipán ill. liliom), a régi törökség és a középkori magyarság szíjvégein rendszerint egy hullámzó inda két oldalán, a hullámvölgyekben jelenik meg. Az udvarhelyi fedeles kapuknak is ez az egyik legkedveltebb motívuma, és megjelenik más faragásokon és hímzéseken is.
  - Megjelenik a kehely alakú virágmotívum a kirgizek és jakutok nyeregtakaróin is.
  - Régi keleti örökségünknek tarthatjuk bizonyos indás hímzőmintáinkat, amelyeken szintén tulipán vagy liliom szerepel, hasonló előfordul a jakutoknál, kirgizeknél és a kazáni tatároknál.

## A tulipán mint az ősvallás elolvasható emléke
Varga Géza írástörténész szerint a tulipán az ősvallás égigérőfa-jelképe; amely nem élethű, hanem jelszerű ábrázolás - ezért értelmetlen a néprajzosok azon követelménye a honfoglalás kori és más régészeti emlékek tulipánábrázolásaival szemben, hogy azokon legyen botanikai hitelességgel meghatározható a tulipán.[forrás?] E régi emlékek nem a tulipán; hanem az égigérő fával (Tejúttal) azonos Isten jelképes ábrázolását célozták. A sztyeppi égigérőfa-ábrázolásokhoz hasonlóan a tulipánábrázolásokon is találunk olyan jelképeket (szójeleket), amelyek a székely rovásírás jeleivel azonosíthatók. Ezek segítségével egyes tulipánábrázolások elolvashatók.[forrás?]
A tulipán középső sziromlevelét például gyakran azonosítják a székely írás "us" (ős) jelével.[forrás?] Ez a jel a Tejút hasadékát ábrázolja, amelyben karácsonykor a Nap kél (a jelet csak másodlagosan használják a női nemi szerv ábrázolására; eredetileg az ősanya vulváját jelölte; de az ősvallás időszakában nem a vulva, hanem a benne születő napisten volt a fontos). Ez a csillagászati körülmény okozta a Tejút hasadékának rendkívüli ősvallási jelentőségét és a sok ábrázolást, amelyek egy része a tulipánhoz kötődik.[forrás?]
A tulipán két szélső sziromlevele pedig a székely írás "nt/tn" (Ten) jelével azonos.[forrás?]
A két jel együttesen Isten régi magyar elnevezését, az ős Ten szót adja, újfent igazolva ezáltal azt a Berze Nagy János által is felismert tényt, hogy a magyar nép az égigérő fát (azaz a Tejutat) az Istennel azonosítja.[forrás?]

## Tulipán motívumok magyar régészeti emlékeken
- A Magyar Szent Korona Szent Tamás képének zománcos lemezén és a felső "Pantokrátor" két oldalán indavégi tulipánok fordulnak elő.[7]
- A IX. századra keltezhető az Attila-kardjaként ismert szablyán, - amely Álmosé vagy Árpádé lehetett - indavégi tulipánok láthatók. Mivel az Árpád-család Attila ivadékának tartotta magát, így e kardot is Attila kardjának tartották. Azzal a díszkardal lehet azonos, melyet I. András felesége, Anasztázia a király halála után, 1063 táján Nordheimi Ottó bajor hercegnek ajándékozott, mivel hatékonyan segítette fiát, Salamont a magyar trón megszerzésében.,[8][9][10] Más vélekedések szerint a kard díszítésében nem tulipánok, hanem a honfoglaló magyarság díszítőművészetére sokkal inkább jellemző palmetták találhatóak;[11][12]
- A IX. századira keltezett nagyszentmiklósi kincslelet 2. számú korsóját indavégi lándzsás tulipánokkal díszítették.[13]
- Találunk tulipánt honfoglaló magyar szablya markolatán, szíjvégeken és ruhadíszeken. Ezek az ábrázolások a történettudomány elfogadott álláspontja szerint palmetták.
- X., sőt a IX. századba nyúlhat vissza Ajtony címere, amelyen a hátsó lábain álló oroszlán mellső lábai közt piros tulipánt tart.
- Tulipán látható a szolnok-strázsahalmi, a Tarcal 4. sírból előkerült, Galgócon (Nyitra megye) talált, Bezerédről (Szabolcs megye) származó tarsolylemezeken.[13] A díszítés itt sem tulipán, hanem a honfoglaló magyarság művészetére jellemzőbb palmetta.[14]
- A XII. századi esztergomi királyi kápolna ("ítélkezőterem") oroszlános freskóján hármas osztatú indavégi tulipánok vannak az 1190-es évekből.,[15][16][17]
- A Képes krónikában és III. Béla király címerében egyes vélemények szerint piros mezőben kék tulipánok figyelhetők meg.,[18][19] Mások szerint viszont ezek a díszítőelemek stilizált liliomok[20]
- Kun László, IV. Béla és, II. Endre pénzein, valamint Károly Róbert és Nagy Lajos pénzein az Anjou-liliom szirmai között egyes vélekedések szerint tulipánok vehetők ki.[3] Ebben az esetben sem tulipánról, hanem liliomról van szó[21]
- Mátyás király és Beatrix címeres tányérján, majolikapoharán és kelyhén tulipános a szegély.[22]
- Az 1490 előtti Festetich-kódexen a Kinizsi-címerrel indák közötti madár és számos háromosztatú tulipán látható.,[23][24][25]

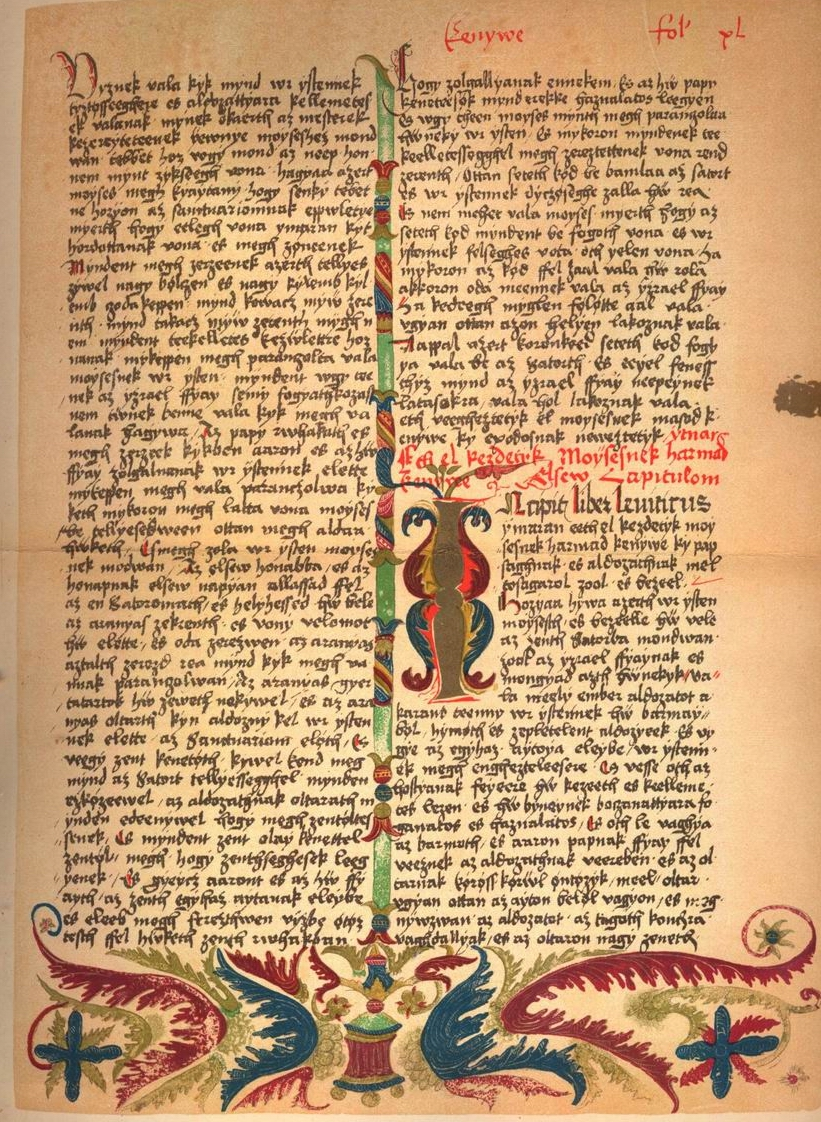
A Jordánszky-kódex 40. lapja

- Az ádamos-i templom (1526) mennyezetkazettáin szerepel sok tulipán.
- Az 1515-ből származó Jordánszky-kódex címlapján és Mátyás király bibliájának bőrkötése borítójának mind a négy sarkában van tulipán.,[26][27]
- A Késmárki Szent Kereszt tiszteletére szentelt gótikus plébániatemploma 1444 és 1486 között épült. Harangtornya 1591-ben épült, sgrafitto díszítéses homlokzatán jól kivehetők a tulipán motívumok. , [id]=29,
- Felsővadászi I. (Öreg) Rákóczi György Erdélyi fejedelem által az 1600-as évek elején építtetett eperjesi „Rákóczi-ház” „lengyel végződésű, pártás, sgrafitto díszítéses homlokzatán jól kivehetők a tulipán motívumok.,[28][29]
- Brandenburgi Katalin[[id=29], halott link]] 1626-1629 között készült díszruhája, melynek alsó, szoknya részén, körben, 8 sorban tulipán díszítés látható, valamint a felső részén a mellfűzős rész két oldalán szintén.[30]
- Csarodán a XIII. század második felében épült a késő román stílusú templom. A templombelsőben XIII-XIV-XVII. századi freskó maradványok láthatók. Nemcsak a templombelsőben, hanem a külső homlokzaton is megőrződtek részletek az 1642-ben készült népies falfestésből, mely tulipán motívumokat is tartalmaz.

, , , , 
- Az énlakai unitárius templom kazettás mennyezetéről rovásírásos felirata (1668)[31]
- A XVII. századból - 1692-ből - Miskolcról tulipános tál.[32]
- 1694-ből Bethlen Kata úrasztali terítőjén tulipán van a fogarasi református templomban.[33]

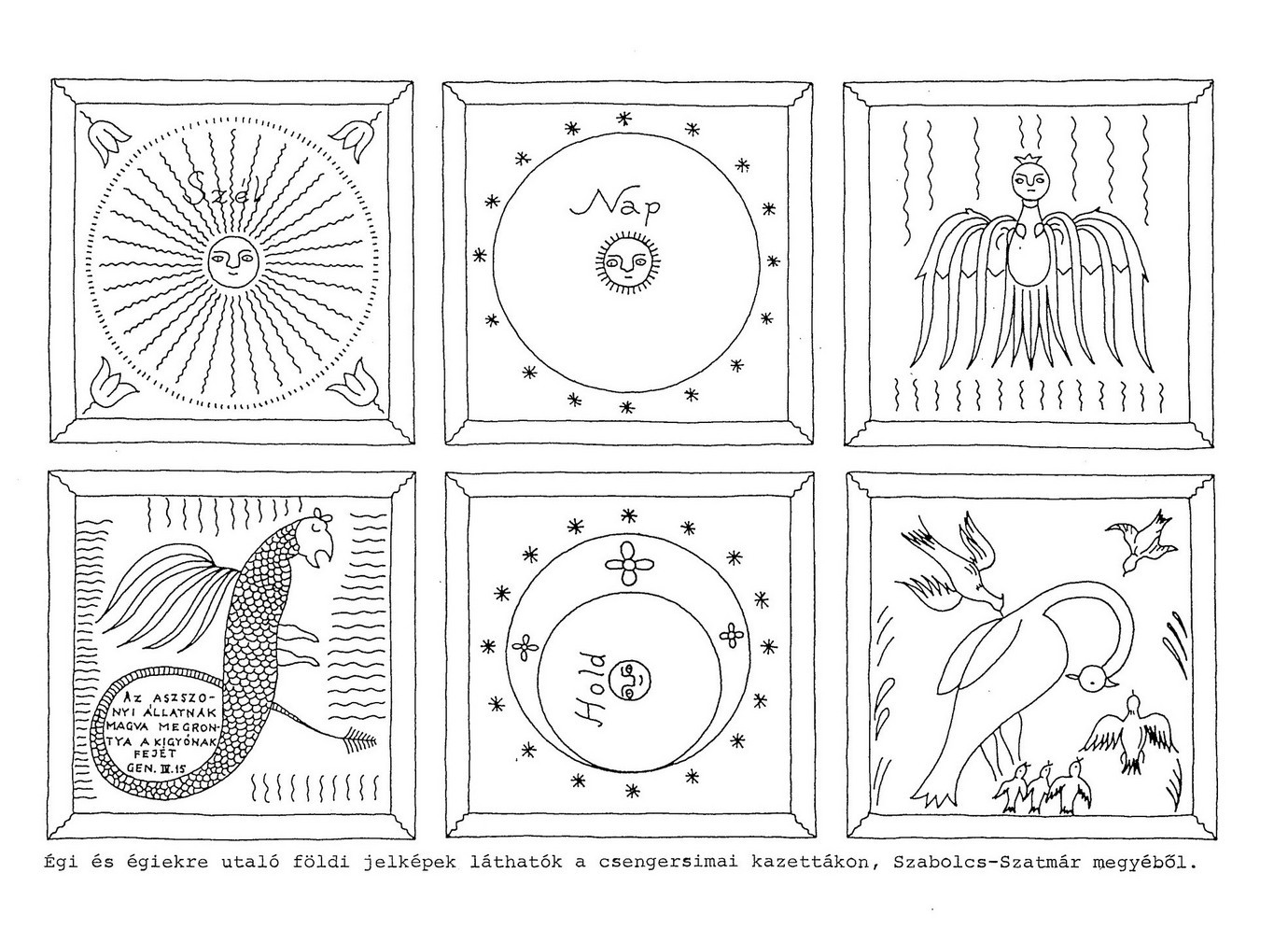
Csengersimai (Szabolcs-Szatmár megye) mennyezetkazetták a Kazettás mennyezetek című művészeti kiállítási füzetből.

- Református templom, Csengersima A román stílusú templom a XIII. században épült, a XV. században bővítették, 1717-ben a tatárok újra felégették a települést templomával együtt, amit 1729-34 között Tunyogi Korda Mihálynak, a falu új református birtokosának és feleségének a segítségével építettek újjá... 1755-ben újrazsindelyezték, majd 1761-ben kazettás famennyezetet kapott a templom, s feltételezhetően ekkor készült a kis tornyocska és a nyugati bejárat feletti tető. A kazettás mennyezet figurális ábrázolásai között találhatók égitestek: Hold, Nap; a nagyon gazdag növényi ábrázolások (tulipán) mellett állatmotívumok: pelikán, kétfejű sas, sárkány, kerub. Külön kiemelendő a pünkösdre utaló szél megjelenítése vagy Noé bárkája. Fából készült kis előcsarnoka 1761-es évszámot mutat, s belső deszkamennyezete is ebben az évben készült. Az 56 népies barokk stílusban festett fatábla (a mennyezetet korábban több tábla borította) a legérdekesebb és a legjellegzetesebb a megye ilyen emlékei közül. A festett fakarzat és szószék a mennyezet kazettákkal egy időben készült, míg a szép, áttört díszítésű szószékkorona későbbi, 1799-es munka. A templom külsején kevés változtatást végeztek: román kori résablakai közül többet kinagyítottak. A nyugati oldalon, a kontyolt tetőzet felett gúlasisakos huszártorony áll, amely barokk kori, és feltehetően a középkort idézi.,[34] [halott link]
- Csetfalva református templom híres festett fakazettás mennyezete 1753-ban készült el. - A Reformáció előtt a katolikusoké volt. A templomot később átépítették. - Készítője Asztalos Ládor Ferenc volt, ő készítette el a Tákosi templom festett mennyezetét is. S a díszítő elemek között kiemelt szerepet kapott a tulipán.[35]
- A Tákosi református templom a ”mezítlábas Notre Dame” és a mellette álló harangtorony a település büszkesége. A festett 58 fakazettából álló mennyezete, berendezése, szószéke, karzata adja a templom igazi értékét, s hírét kelti, messze földön is. Lándor Ferenc erdélyi asztalosmester remekműve, 1766. július 30-án készült el. A mennyezet kazettái között nincs két egyforma. A vázákból virágok nőnek ki, amiket indák, szfvek, tulipánok, levélkék, futó "S" motívumok vesznek körül. Fő jellemzőjük, hogy tengelyesen szimmetrikusak. Lukács János ácsmester 1767-ben megépíti a nagyon szép, tizenhat méter magas fatornyot, amely szoknyával, galériával és vízcsendesítővel ellátott torony volt. Galéria részén fordított fűrészelt tulipán motívumok vonultak végig.[36]

,
,
,
,

## Tulipánmotívumok népművészeti tárgyakon
Szimbólumok használata a népművészetben
„Tulipán: A legősibb motívumaink közé tartozik. Hoppál Mihály szerint az ősi sziklarajzok, mezopotámiai széttárt lábú nőalakok stilizálódtak hosszú évszázadok alatt virággá. A tulipán belsejében lévő szirom a női nemi szerv ábrázolása. Tulipánábrázolással mindenhol találkozhatunk: bútorokon, munkaeszközökön (például sulykoló), fejfákon, edényeken. Jelentése mindenhol azonos. A tulipán különböző módosulatai a nőt kislány korától az élet minden pillanatában ábrázolni képes a betegségig, az öregségig, a halálig. A tulipán nagyon gyakran a szívvel együtt van ábrázolva.”  Archiválva 2009. április 6-i dátummal a Wayback Machine-ben
A nőt rendszerint virág szimbolizálta. A „tulipán” motívum elnevezése tulipánt, vagyis egy betűvel több, mint a virág neve. Erősen stilizáltan ábrázolták, nem annyira virágra, mint inkább két egymásnak fordított S betűre hasonlít. Ez emlékeztethet egy szülő nőre, és így a női nemi szervet jelképezi.
```
       Öcsémnek jöttünk menyasszonyáért
       Mégpedig egy ékes drága tulipántért
          (Nagykend, kikérő vers)
```

Váltakozva használták a liliommal (mindkét virág a liliomfélék családjába tartozik) – a ládára festett tulipán jelképezhette a menyasszony elvesztett szüzességét is.”  Archiválva 2008. október 26-i dátummal a Wayback Machine-ben
Népi díszítéseinken valóban igazolható, hogy a magyar nép a keleti tulipánformát konzerválta hagyományaiba és ez tartalmat és belső jelentést tulajdonított neki. A tulipán az egész Kárpát-medence összes magyar települési tájain díszítő motívum.
- Temetkezésnél az oszlopos fejfák és kopjafák állításánál, a faragott tulipán tetejű az asszony/leány halottat jelöli.[37]
- Fejfák a Duna-Tisza közén  Archiválva 2009. április 11-i dátummal a Wayback Machine-ben
- A tulipános láda vagy tulipántos láda Magyarországon az asztalos készítésű menyasszonyi láda legáltalánosabb elnevezése; a 19. sz. első felében tűnt fel a Dunántúlon.[38]
- A csipkeverő és hímző asszonyok kedvelt díszítő eleme Csetneki csipke, Halasi csipke, Kalotaszegi varrottas Magyargyerőmonostori írásos hímzés, Magyarvalkói írásos hímzés, Kalotaszegi varrottas, Turai hímzés
- A székelykapuk díszítésénél, szinte minden alkalommal feltűnik a tulipán.[39]
- A korondi fazekasság fő díszítő eleme a tulipán, mellyel a különböző színre festett kerámiáikat ékesítik , , , , ,
- A tulipán az egyik jellegzetes motívuma (a gránátalma, a rózsa, a szegfű és a liliom mellett) a 17–18. század jellegzetes magyar barokk textilművészetének, az úrihímzésnek is.

## A tulipán megjelenése a magyar népmesékben
- Az aranytulipán – Benedek Elek: Magyar mese-és mondavilág III. (A tűzmadár) (87. old.) Móra Ferenc Könyvkiadó, 1989. ISBN 963-11-6531-0
- Rózsafiú és Tulipánleány – Kovács Ágnes (szerk): Rózsafiú és Tulipánleány - Kalotaszegi népmesék I-II. (55. old.) Akadémiai Kiadó, 1987. ISBN 963-05-4589-6
- Tulipánná változtatott vőlegény – Kovács Ágnes (szerk): Este, Éjfél, Hajnal - Baranyai népmesék (85. old.) Akadémiai Kiadó, 1987. ISBN 963-05-4938-7
- A Tulipán-kert – Bihari Klára: A fekete tündér lánya (5. old.) Móra Ferenc Ifjúsági Könyvkiadó, 1983. ISBN 963-11-3079-7
- A tulipán – Gárdonyi Géza: Gyémántországban (71. old.) Holló és Társa Könyvkiadó, 2005. ISBN 963-684-227-2